# エンリケ・ガルシーア・アセンシオ
エンリケ・ガルシア・アセンシオ（Enrique García Asensio、1937年8月22日 - ）は、スペイン出身の指揮者。

## 経歴
1937年、バレンシア生まれ。マドリード音楽院を経てミュンヘン音楽院でクルト・アイヒホルン、キジアーナ音楽院でセルジュ・チェリビダッケらに師事した。
1964年から65年までバレンシア市管弦楽団の首席指揮者を務め、バレンシア音楽院の講師も兼務した。1967年にミトロプーロス国際指揮者コンクールで優勝を果たし、その年から1984年までスペイン放送交響楽団の首席指揮者をオドン・アロンソと共に務めた。
1980年には初来日して読売日本交響楽団を指揮したほか、1981年にはイギリス室内管弦楽団を指揮してイギリス・デビューを果たしている。
1998年から2001年までスペイン放送交響楽団の首席指揮者のポストにつき、2001年からはマドリード市吹奏楽団の首席指揮者を務めている。